# 메리 셸리: 프랑켄슈타인의 탄생
《메리 셸리: 프랑켄슈타인의 탄생》(영어: Mary Shelley)은 2017년 제작된 아일랜드의 로맨틱 시대극 영화로, 소설 《프랑켄슈타인》의 원작자 메리 셸리의 첫사랑 퍼시 셸리와의 만남과 연애를 그린 로맨스 영화이다. 《와즈다》(2012)로 알려진 하이파 알만수르 감독이 연출하고 에마 젠슨, 코너 맥퍼슨이 각본을 썼다. 엘 패닝이 주인공 메리 셸리, 더글러스 부스가 상대역 퍼시 역을 연기한다. 처음 제목은 A Storm In the Stars였다. 2017 토론토 국제 영화제에서 상영되었다.

## 출연진
- 엘 패닝 - 메리 셸리
- 더글러스 부스 - 퍼시 셸리
- 메이지 윌리엄스 - 이저벨 백스터
- 벤 하디 - 존 폴리도리
- 벨 파울리 - 클레어 클레어몬트
- 조앤 프로갯 - 메리 제인 클레어몬트
- 스티븐 딜레인 - 윌리엄 고드윈
- 톰 스터리지 - 바이런 경
- 휴 오코너 - 새뮤얼 테일러 콜리지